# Mećava
 Ovo je glavno značenje pojma Mećava. Za druga značenja pogledajte Mećava (razdvojba).
Mećava je meteorološka pojava, vremenska nepogoda jakog intenziteta koju karakteriziraju padanje snijega nošenog jakim vjetrom, slaba vidljivost i niske temperature. Uz mećavu se najčešće javlja i vijavica, kad vjetar podiže ("vija") ranije napadali snijeg.
Američka "Nacionalna vremenska služba" (National Weather Service) definira mećavu (blizzard) kao vremensku nepogodu koju karakteriziraju:
- stalni vjetar ili česti udari vjetra brzine 56 km/h (7 Bf) ili veće
- obilne snježne oborine i/ili vijavica
- vidljivost manja od 400 m
- trajanje duže od 3 h
- temperatura nije definirana, ali se podrazumijevaju niske temperature iz prethodnih uvjeta.

Pojmovi "mećava" i "vijavica" često se poistovjećuju. Kako je jak vjetar karakteristika kod obiju pojava, ne može uvijek sa sigurnošću ustvrditi da li pada samo novi snijeg (mećava), ili se podiže i snijeg koji je već na tlu (vijavica).
U Hrvatskoj se se mećava redovito javlja zimi, a ljeti izuzetno na planinama kao snježna oluja. Iako u "Zakonu o zaštiti o elementarnim nepogodama" nije posebno spomenuta, mećava spada u elementarne nepogode opisane u članku 2., jer prekida normalno odvijanje života ljudi, a može prouzročiti i ljudske žrtve ili drugu štetu većih razmjera.